# Cermenaje
El cermenaje era una contribución realizada al rey para el mantenimiento y conservación de los fosos, murallas o cerramientos de pueblos y lugares dentro de las Tierras de Ultrapuertos.

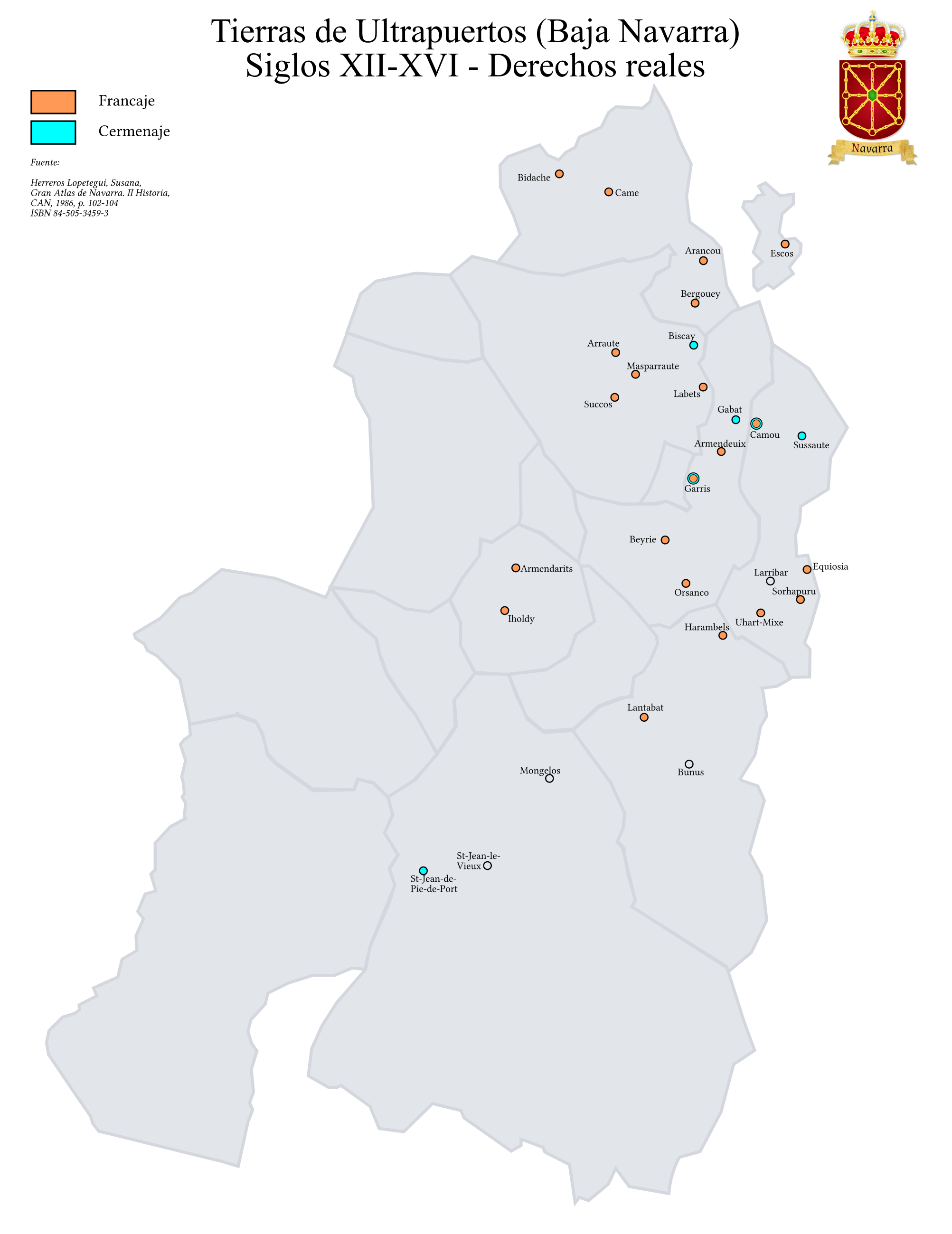
Tierras de Ultrapuertos (Baja Navarra). Siglos XII-XVI donde se muestra los lugares de cobro de Derechos Reales (francaje y cermenaje).

## Descripción del concepto
Esta contribución venía dada «por el disfrute de una parcela de suelo edificable dentro de un recinto amurallado o cerramiento.»
Su etimología vendría a derivar del término francés cerme, cerco. Por ello venía a ser el equivalente a la fosadera (no debe confundirse con fonsadera) que se cobraba en la Navarra peninsular o cispirenaica en villas de francos situadas en zonas fronterizas.
Según algunos datos recogidos en los registros de la Cámara de Comptos de Navarra, cada casa en San Juan de Pie de Puerto pagaba 12 dineros.
Yanguas y Miranda lo describía así hablando al mismo tiempo de fosadera:
«En cuanto al Zermenage parece ser, con distinta voz, lo mismo que contribución para fosos, murallas o cerramientos de los pueblos.»

## Ámbito geográfico
Dentro de la castellanía de San Juan los principales lugares que lo satisfacían, como se registra en 1266, eran Mongelos, San Juan el Viejo y San Juan de Pie de Puerto. 
En el caso de San Juan de Pie de Puerto se repartía, desde 1297, entre los tres burgos que conforman la localidad (San Pedro, San Miguel y el Burgo Mayor) por una cuantía anual de unos 180 sueldos morlaneses. Esta cantidad podía diferir según los años. En tiempos de Carlos II de Navarra la ciudad compró la exención de tal tributación a cambio de 512 libras de carlines negros o prietos, 2 sueldos y 6 dineros por lo que en 1368 el rey eximió a la villa de tal pago por sus servicios prestados y por su condición de plaza de frontera. En 1424 Carlos III el Noble confirmó a perpetuidad tal exención.
En 1357, en Mixa y Ostabarets se registra su pago en bastantes localidades: Gárriz, Sussaute, Labets, Biscay, Gabat y Saint-Palais. Además de estas villas, las tres mandas de la tierra de Mixa, Ultra la Bidosa, Barohart y Ahetza, tributaban una cantidad conjunta de 119 sueldos morlaneses anualmente.